# III liga polska w piłce nożnej, grupa lubelsko-podkarpacka (2011/2012)
III liga, grupa lubelsko-podkarpacka, sezon 2011/2012 – 4. edycja rozgrywek czwartego poziomu ligowego piłki nożnej mężczyzn w Polsce po reorganizacji lig w 2008 roku. Bierze w niej udział 16 drużyn z województwa podkarpackiego i województwa lubelskiego. Walczą one o miejsce premiowane awansem do II ligi, grupy wschodniej. Ostatnie zespoły spadają odpowiednio do grup: podkarpackiej i lubelskiej IV ligi. Opiekunem ligi jest Lubelski Związek Piłki Nożnej przemiennie z Podkarpackim Związkiem Piłki Nożnej. W sezonie 2011/2012 rozgrywki prowadził Lubelski Związek Piłki Nożnej.
Sezon ligowy rozpoczął się w 13 sierpnia 2011 roku, a ostatnie mecze rozegrane zostały 6 czerwca 2012 roku.

## Zasady rozgrywek
III liga jest szczeblem pośrednim między rozgrywkami centralnymi (II liga) i wojewódzkimi (IV liga). Wszystkie grupy liczą po 16 drużyn.
Mistrzowie grup uzyskują awans do II ligi, przy czym:
1. do grupy wschodniej trafiają mistrzowie grup III ligi: V, VI, VII i VIII,
2. do grupy zachodniej trafiają mistrzowie grup III ligi: I, II, III i IV.

Po trzy ostatnie drużyny spadają do odpowiedniej terytorialnie grupy IV ligi, przy czym liczba ta może zwiększyć się zależnie od liczby drużyn spadających z lig wyższych.
Drużyny, które wycofały się z rozgrywek po rozegraniu mniej niż 50% spotkań, są automatycznie relegowane o dwa szczeble ligowe niżej (do klasy okręgowej), a osiągnięte przez nie rezultaty są anulowane. Drużyny, które wycofały się z rozgrywek po rozegraniu 50% lub więcej spotkań, są automatycznie relegowane o dwa szczeble ligowe niżej (do klasy okręgowej), a za nierozegrane mecze przyznawane są walkowery 3:0 dla zespołów przeciwnych. Wykluczenie z rozgrywek grozi również za nieprzystąpienie z własnej winy do trzech meczów.
III liga jest najwyższym szczeblem rozgrywkowym dla drużyn rezerw, nie mają one więc prawa do awansu. Spadek pierwszej drużyny z II ligi powoduje automatycznie relegację II zespołu danego klubu do IV ligi.

## Rozgrywki
W grupie występowało 16 zespołów, które walczyły o miejsce premiowane awansem do grupy wschodniej II ligi. Ostatnie zespoły spadły odpowiednio do grup: małopolskiej wschodniej, małopolskiej zachodniej i świętokrzyskiej IV ligi. Po poprzednim sezonie zmniejszono liczbę uczestników grupy z 18 drużyn.
W grupie występowało 16 zespołów, które walczyły o miejsce premiowane awansem do grupy wschodniej II ligi. Ostatnie zespoły spadły odpowiednio do grupy lubelskiej i podkarpackiej IV ligi.
| Uczestnicy poprzedniej edycji | Uczestnicy poprzedniej edycji | Uczestnicy poprzedniej edycji | Uczestnicy poprzedniej edycji |
| ----------------------------- | ----------------------------- | ----------------------------- | ----------------------------- |
| IZO                           | Izolator Boguchwała           | 2                             |                               |
| SIA                           | Siarka Tarnobrzeg             | 3                             |                               |
| SSA                           | Stal Sanok                    | 4                             |                               |
| PAT                           | Partyzant Targowiska          | 5                             |                               |
| KAR                           | Karpaty Krosno                | 6                             |                               |
| AVI                           | Avia Świdnik                  | 7                             |                               |

| Uczestnicy poprzedniej edycji | Uczestnicy poprzedniej edycji | Uczestnicy poprzedniej edycji | Uczestnicy poprzedniej edycji |
| ----------------------------- | ----------------------------- | ----------------------------- | ----------------------------- |
| TTL                           | Tomasovia Tomaszów Lubelski   | 8                             |                               |
| POP                           | Polonia Przemyśl              | 9                             |                               |
| UNS                           | Unia Nowa Sarzyna             | 10                            |                               |
| PBP                           | Podlasie Biała Podlaska       | 11                            |                               |
| CHM                           | Chełmianka Chełm              | 12                            |                               |
| SMI                           | Stal Mielec                   | 14                            |                               |

| Awans z IV ligi 2010/2011 | Awans z IV ligi 2010/2011 | Awans z IV ligi 2010/2011 | Awans z IV ligi 2010/2011 |
| ------------------------- | ------------------------- | ------------------------- | ------------------------- |
| grupa lubelska            |                           |                           |                           |
| ORP                       | Orlęta Radzyń Podlaski    | 1                         |                           |
| KRA                       | Stal Kraśnik              | 2                         |                           |
| grupa podkarpacka         |                           |                           |                           |
| ZAC                       | KS Zaczernie              | 1                         |                           |
| MAL                       | Strumyk Malawa            | 2                         |                           |

### Tabela
| Lp. | Drużyna                     | M  | Z  | R  | P  | Bramki | Bramki | Różn. | Pkt | Uwagi                     | Bezpośrednio |
| --- | --------------------------- | -- | -- | -- | -- | ------ | ------ | ----- | --- | ------------------------- | ------------ |
| 1   | Siarka Tarnobrzeg (M) (A)   | 30 | 17 | 6  | 7  | 55     | 28     | +27   | 57  | Awans do II ligi          |              |
| 2   | Avia Świdnik                | 30 | 16 | 7  | 7  | 39     | 27     | +12   | 55  |                           |              |
| 3   | Podlasie Biała Podlaska     | 30 | 16 | 5  | 9  | 47     | 30     | +17   | 53  |                           |              |
| 4   | Orlęta Radzyń Podlaski      | 30 | 15 | 5  | 10 | 40     | 29     | +11   | 50  |                           |              |
| 5   | Partyzant Targowiska1 (S)   | 30 | 14 | 7  | 9  | 48     | 35     | +13   | 49  | Spadek do klasy okręgowej |              |
| 6   | Tomasovia Tomaszów Lubelski | 30 | 12 | 9  | 9  | 37     | 32     | +5    | 45  |                           |              |
| 7   | Izolator Boguchwała         | 30 | 10 | 11 | 9  | 28     | 26     | +2    | 41  |                           |              |
| 8   | Stal Kraśnik                | 30 | 11 | 6  | 13 | 48     | 50     | −2    | 39  |                           |              |
| 9   | Karpaty Krosno              | 30 | 10 | 8  | 12 | 29     | 34     | −5    | 38  |                           |              |
| 10  | Stal Mielec                 | 30 | 11 | 5  | 14 | 28     | 31     | −3    | 38  |                           |              |
| 11  | KS Zaczernie2 (S)           | 30 | 10 | 6  | 14 | 28     | 41     | −13   | 36  | Spadek do klasy okręgowej |              |
| 12  | Stal Sanok                  | 30 | 8  | 11 | 11 | 32     | 36     | −4    | 35  |                           |              |
| 13  | Polonia Przemyśl            | 30 | 8  | 11 | 11 | 31     | 43     | −12   | 35  |                           |              |
| 14  | Unia Nowa Sarzyna1          | 30 | 8  | 10 | 12 | 31     | 34     | −3    | 34  |                           |              |
| 15  | Strumyk Malawa (S)          | 30 | 7  | 8  | 15 | 31     | 53     | −22   | 29  | Spadek do IV ligi         |              |
| 16  | Chełmianka Chełm2           | 30 | 7  | 5  | 18 | 31     | 54     | −23   | 26  |                           |              |

Źródło: 90minut.pl 
Oznaczenia: (M) – tytuł mistrzowski, (A) – awans, (S) – spadek.
Zasady ustalania kolejności: 1. liczba zdobytych punktów w całym cyklu rozgrywek; 2. liczba punktów zdobyta w meczach bezpośrednich; 3. różnica bramek w meczach bezpośrednich; 4. różnica bramek w meczach bezpośrednich – bramki zdobyte na wyjeździe liczone podwójnie; 5. różnica bramek w całym cyklu rozgrywek; 6. liczba zdobytych bramek w całym cyklu rozgrywek. 
Bezpośrednio: stosowane, gdy dwie lub więcej drużyn mają identyczny dorobek punktowy.
Objaśnienia:
1Partyzant Targowiska wycofał się z rozgrywek po ich zakończeniu, dzięki czemu utrzymała się Unia Nowa Sarzyna.

### Wyniki
| Gospodarz \ Gość            | AVI | CHM | IZO | KAR | ZAC | ORP | PAT | PBP | POP | SIA | KRA | SMI | SSA | MAL | TTL | UNS |
| Avia Świdnik                |     | 0:0 | 0:0 | 0:0 | 2:1 | 0:2 | 1:0 | 1:1 | 1:0 | 2:1 | 1:0 | 1:0 | 2:1 | 6:2 | 0:2 | 1:0 |
| Chełmianka Chełm            | 0:4 |     | 3:0 | 1:1 | 1:2 | 2:1 | 1:2 | 0:4 | 1:0 | 0:1 | 2:4 | 0:0 | 2:4 | 0:3 | 2:1 | 1:2 |
| Izolator Boguchwała         | 0:1 | 1:1 |     | 2:1 | 0:2 | 2:1 | 0:3 | 2:0 | 1:1 | 1:0 | 1:1 | 0:0 | 1:1 | 5:0 | 0:0 | 1:1 |
| Karpaty Krosno              | 2:3 | 1:0 | 0:3 |     | 2:0 | 0:1 | 2:2 | 1:3 | 0:0 | 0:3 | 3:1 | 1:0 | 1:1 | 1:0 | 1:1 | 1:0 |
| KS Zaczernie                | 1:2 | 0:2 | 1:0 | 0:0 |     | 0:1 | 0:5 | 1:0 | 2:1 | 3:2 | 0:0 | 1:2 | 1:0 | 1:1 | 1:1 | 2:1 |
| Orlęta Radzyń Podlaski      | 0:1 | 3:1 | 1:2 | 1:2 | 2:0 |     | 1:1 | 2:1 | 3:0 | 0:2 | 1:0 | 2:1 | 1:0 | 4:0 | 1:0 | 1:1 |
| Partyzant Targowiska        | 2:1 | 2:2 | 1:1 | 1:0 | 1:0 | 0:3 |     | 2:3 | 3:0 | 2:2 | 3:1 | 1:0 | 3:0 | 1:0 | 3:1 | 1:1 |
| Podlasie Biała Podlaska     | 1:0 | 3:2 | 0:1 | 2:0 | 2:1 | 3:0 | 2:0 |     | 0:3 | 1:2 | 2:0 | 4:0 | 2:0 | 2:1 | 0:2 | 1:0 |
| Polonia Przemyśl            | 0:0 | 0:1 | 0:0 | 1:0 | 1:0 | 1:1 | 4:2 | 1:1 |     | 0:3 | 2:5 | 0:0 | 3:3 | 2:0 | 3:2 | 2:1 |
| Siarka Tarnobrzeg           | 3:2 | 3:0 | 2:0 | 0:1 | 4:1 | 3:1 | 2:2 | 1:2 | 2:1 |     | 6:1 | 2:0 | 1:1 | 5:1 | 0:0 | 1:1 |
| Stal Kraśnik                | 0:2 | 2:1 | 1:2 | 2:1 | 2:2 | 1:1 | 2:1 | 0:1 | 4:0 | 0:2 |     | 1:3 | 2:2 | 3:1 | 4:2 | 2:0 |
| Stal Mielec                 | 0:1 | 1:0 | 1:0 | 2:1 | 2:1 | 0:1 | 2:0 | 1:0 | 4:3 | 0:1 | 1:2 |     | 1:0 | 1:2 | 0:0 | 4:0 |
| Stal Sanok                  | 2:0 | 2:1 | 1:0 | 1:1 | 0:0 | 3:1 | 0:2 | 1:1 | 0:0 | 0:1 | 3:0 | 2:1 |     | 0:2 | 1:0 | 1:3 |
| Strumyk Malawa              | 3:1 | 4:0 | 0:2 | 0:2 | 1:2 | 0:2 | 2:0 | 3:3 | 0:1 | 0:0 | 1:5 | 0:0 | 1:1 |     | 2:0 | 0:2 |
| Tomasovia Tomaszów Lubelski | 2:2 | 1:0 | 3:0 | 3:1 | 1:2 | 1:0 | 1:0 | 0:2 | 2:2 | 2:1 | 2:1 | 2:1 | 2:1 | 1:1 |     | 2:0 |
| Unia Nowa Sarzyna           | 1:2 | 2:3 | 1:1 | 0:2 | 2:0 | 1:1 | 0:2 | 2:1 | 3:0 | 3:0 | 1:1 | 2:0 | 0:0 | 0:0 | 0:0 |     |

Źródło: 
Objaśnienia:
1Drużyna gospodarzy jest wymieniona po lewej stronie tabeli.
Kolory: zielony – zwycięstwo gospodarzy, żółty – remis, różowy – zwycięstwo gości.
Awans do II ligi: Siarka Tarnobrzeg
Spadek z III ligi: Partyzant Targowiska, KS Zaczernie, Strumyk Malawa